# ظل امرأة (مسلسل)
ظل امرأة مسلسل اجتماعي سوري عُرض في عام 2007م، من تأليف: خالد خليفة، وإخراج: نذير عواد، وبطولة: كاريس بشار، وعبد المنعم عمايري. يناقش ظروفَ المرأة في المجتمع والصعوبات التي تواجهها.

## قصة المسلسل
تدور أحداث العمل حول الحب والغيرة في أجواء رومانسية، ويناقش قضايا إنسانية أُخرى تطرح لأول مرة في الدراما. فحالة بطل العمل الذي يصبح كفيفاً من الحالات الإنسانية التي تحتاج إلى إلقاء الضوء عليها فالإنسان عندما يفقد بصره يشعر أن كبرياءه قد تهدم، ولا سيما حين يخسر زوجته التي أحبها حباً جارفاً، واعتقد أنها أقرب الناس إليه وأكثرهم وفاء. حيث إن مأساة وائل 'عبد المنعم عمايري' الكبرى كانت في انكسار العلاقة بينه وبين زوجته 'كاريس بشار'، وتدهورها بشكل مفاجئ وغريب، فلم يعد يثق بأحد، متوهماً أن الجميع يشفقون عليه، وعلى الرغم من محاولاته للتأقلم مع وضعه الجديد، وقبول الحالة التي آل إليها، إلا أنه يفشل في ذلك.

## الممثلون
- عبد المنعم عمايري
- كاريس بشار
- خالد تاجا
- سلمى المصري
- نضال نجم
- أندريه سكاف
- كندة علوش
- مكسيم خليل
- ديمة الجندي
- ميرنا شلفون
- عدنان أبو الشامات
- لويز عبد الكريم
- خالد القيش
- جابر جوخدار
- مجد نعيم
- وائل وهبي
- رانيا الأسعد
- ربى المأمون
- محمد الأحمد
- عاصم حواط
- نادين سلامة
- وليد عبود
- هبة حلواني
- فرزدق ديوب
- بسام دكاك
- عبد الهادي صباغ
- سحر فوزي
- جهاد الزغبي
- ناهد حلبي
- هدى شعراوي
- هاني شاهين
- إيمان عبد العزيز
- محمد خير عليوي
- سعيد عبد السلام
- مروان هلال
- غفران علي
- ادريس عطار
- سمير الطويل
- يحي الحموي
- فارس الرفاعي
- فؤاد سرايجي
- رجاء يوسف
- ضرغام مرقبي
- رغداء هاشم
- نديم شراباتي
- فؤاد وكيل
- فؤاد أويس
- عليا عمرايا
- عبدالجليل آل يحيى
- زينة مارديني

## وصلات خارجية
مسلسل ظل امرأة على قاعدة بيانات الأفلام العربية